# Колмен, Уильям Дэвид
Уи́льям Дэ́вид Ко́лмен (англ. William David Coleman; 18 июля 1842, Фейетт, Кентукки — 12 июля 1908, Клэй-Ашленд, Монтсеррадо) — либерийский государственный деятель, президент Либерии (1896—1900).

## Биография
Родился рабом смешанной расы. Эмигрировал в Либерию из США в возрасте одиннадцати лет. Вместе с овдовевшей матерью, Эллен, и тремя другими детьми они поселились в деревне Клэй-Ашленд близ Монровии. Получил профессию столяра, работал по разным специальностям, прежде чем стал успешным трейдером. Обучаясь по ночам, он получил образование, которое бросил в детстве, когда бедность помешала дальнейшему обучению.
В 1877 году он был избран в Палату представителей от округа Монтсеррадо и был утверждён спикером палаты. В 1879 году был избран сенатором от того же округа.
В 1892—1896 годах занимал пост вице-президента в администрации Джозефа Джеймса Чизмена, представлял Партию истинных вигов. После смерти Чизмена в 1896 году занял пост главы государства, а затем дважды сам избирался президентом страны. Сосредоточил свою политику на трёх краеугольных камнях: образование, финансы и внутренняя политика. В рамках этой политики он работал со своим другом, доктором Эдвардом Уилмотом Блайденом, чтобы вновь открыть Либерийский колледж в Монровии. Другие решения включали усиление власти национального правительства над внутренними районами страны, реорганизацию таможенной службы и программы дальнейшего развития добычи ресурсов. На посту президента ему удалось установить контроль над внутренними районами к северу и западу от реки Сент-Пол. Постепенно он сталкивался с нарастающей оппозицией со стороны граждан из-за его политики в отношении различных племён. После конфликта с политическими союзниками и его собственного кабинета в декабре 1900 года он подал в отставку.
Покинув пост главы государства, он продолжал быть активным игроком в либерийской политике; ещё трижды баллотировался в президенты (1901, 1903 и 1905) в качестве члена Народной партии, проиграв все выборы.
В честь политика была построена и названа средняя школа Уильяма Д. Коулмана в Клэй-Ашленде.
Его сын, Сэмюэль Дэвид Коулман, также занимался политикой и был убит правительственными силами в июне 1955 года после обвинений в неудавшемся перевороте.